# Carex liouana
Carex liouana är en halvgräsart som beskrevs av Fa Tsuan Wang och Tang. Carex liouana ingår i släktet starrar, och familjen halvgräs. Inga underarter finns listade i Catalogue of Life.